# Chioneosoma vulpinum
Chioneosoma vulpinum är en skalbaggsart som beskrevs av Gyllenhall 1817. Chioneosoma vulpinum ingår i släktet Chioneosoma och familjen Melolonthidae. Inga underarter finns listade i Catalogue of Life.